# La Società Giuridica della Libia
La Società Giuridica della Libia (in arabo المجمع القانوني الليبي‎?; in inglese The Law Society of Libya) è una organizzazione della società civile incentrata sulla digitalizzazione, archiviazione e indicizzazione di documenti legali che coprono oltre 80 anni di storia nazionale, nonché pubblicazioni contemporanee. Fondata nel 2022, il suo obiettivo principale è migliorare l'accessibilità e la ricerca delle risorse legali sia per i professionisti che per il pubblico in generale, contribuendo ad elevare la posizione della Libia nell'Indice di Trasparenza Internazionale, dove occupa il 170º posto su 180 paesi nel 2023.
Dalla sua piattaforma digitale, la Società Giuridica della Libia ha messo a disposizione più di 300.000 pagine di documentazione dello stato libico, tutte digitalizzate e categorizzate per facilitarne l'accesso. Questa piattaforma è frequentemente utilizzata da varie istituzioni libiche, tra cui il Ministero della Giustizia, il Ministero degli Affari Esteri, il Ministero dell'Istruzione, il Ministero dell'Economia, l'Autorità Doganale e il Centro di Informazione e Documentazione. Inoltre, è utilizzata da governi stranieri come il Regno Unito, la Commissione Europea, il Canada, la Germania e la Turchia, per rispondere a esigenze in ambiti come viaggi, proprietà intellettuale, immigrazione, commercio e appalti pubblici.
La piattaforma viene aggiornata continuamente, incorporando normative, decreti e decisioni giudiziarie in tempo reale e correggendo informazioni obsolete. Questo processo garantisce che le informazioni legali fornite siano sempre accurate, imparziali e affidabili, rafforzando la trasparenza e la comprensione del sistema legale libico.

## Antecedenti storici
La rivoluzione libica del 2011 ha portato con sé sfide legali e politiche significative, influenzando la coerenza e l'accessibilità del sistema legale a causa della frammentazione e della transizione governativa. In risposta a questa situazione, la Società Giuridica della Libia ha lanciato la sua piattaforma digitale nel febbraio 2022. Questo strumento è diventato una risorsa essenziale per accedere alla giustizia e ai servizi legali.
La piattaforma digitalizza e organizza un ampio spettro di legislazione libica, fornendo una risorsa preziosa per professionisti legali, accademici e il pubblico generale. Contiene raccolte estese di leggi (commerciali, civili, penali e amministrative), decisioni, decreti e trattati. Offre inoltre materiali educativi, workshop e seminari accessibili sia per professionisti del diritto che per il pubblico, promuovendo la collaborazione e la comprensione legale.
Originariamente istituita come un'iniziativa non governativa e senza scopo di lucro per digitalizzare le pubblicazioni legali, la piattaforma è evoluta mantenendo una posizione apolitica e indipendente dall'influenza governativa, assicurando l'accessibilità e la trasparenza delle informazioni legali in Libia e garantendo pubblicazioni credibili e affidabili senza opinioni né modifiche.

## Quadro legale
La Società Giuridica della Libia è registrata come organizzazione non governativa locale in Libia con il numero di registrazione 2022-322, conforme alle linee guida della Risoluzione 286 del 2019 emessa dal Consiglio Presidenziale.

## Impatto e contributi
La piattaforma ha digitalizzato e reso disponibili oltre 300.000 pagine di documentazione dello stato libico, includendo 19 costituzioni, 479 accordi e trattati, 1.986 leggi, 637 regolamenti, 6.442 decisioni, 808 decreti, 256 circolari, 31 bozze, 1.781 appelli, 64 pareri legali, 266 marchi registrati e 1.993 numeri della Gazzetta Ufficiale fino a luglio 2024. Questa risorsa supporta organizzazioni della società civile, professionisti del diritto, agenzie di stampa, accademici e il pubblico in generale, facilitando l'accesso e la comprensione della legge libica. Inoltre, fornisce documenti storici cruciali per i ricercatori e consente l'analisi delle influenze sociopolitiche sulla legislazione.